# Kharg
Kharg ou Khark (en persan : جزیره خارک, Jazireh Khark) est une île du golfe Persique appartenant à l'Iran. Elle est située à 25 km (13,5 milles) de la côte de l'Iran et à 483 km au nord du détroit d’Ormuz. Administrée par la Province de Bushehr adjacente, l'île étend les eaux territoriales iraniennes vers les gisements pétroliers du golfe Persique. L'île de Kharg possède un port permettant d'exporter le pétrole.

## Histoire
Une inscription cunéiforme d'époque achéménide (c. 539-330 av. J.-C.) a été retrouvée sur l'île en 2007. Deux grandes tombes datées des premiers siècles de notre ère ont été dégagées sur le site, dont la forme et le décor présente des points communs avec des sépultures contemporaines de Palmyre, Doura Europos et Hatra, voire des sites Nabatéens. Cela plaiderait en faveur de la présence de marchands de ces régions sur l'île, actifs dans le commerce du Golfe Persique. Une nécropole plus importante datant en gros de la même période a été dégagée, et ses différents groupes pourrait révéler la présence de différentes communautés religieuses (Zoroastriens, Juifs, Chrétiens). L'architecture religieuse des environs de l'Antiquité tardive et des débuts de l'époque médiévale est particulièrement intéressante. Un petit édifice cultuel qui semble être un temple du feu a été mis au jour. Mais l'édifice majeur est un monastère chrétien, peut-être occupé par une communauté nestorienne, seule trace d'une présence chrétienne notable dans le golfe Persique pour cette période. Y ont été repérés une chapelle, un réfectoire, une bibliothèque et les cellules des moines. Sa datation est débattue, les propositions s'étendant du VIe siècle au IXe siècle. L'absence de documentation écrite sur cette communauté ne permet pas d'en savoir plus. 
Durant les premiers siècles du IIe millénaire, l'île est mentionnée dans différents écrits comme un point de ravitaillement entre le port de Bassora et l'Inde et également pour les perles réputées qui en proviennent. Une tombe d'un saint musulman est érigée sur l'île au XIVe siècle.
L'île fut occupée de 1746 à 1768 par les Hollandais de la Compagnie des Indes orientales, qui y érigent un fort. Ils la perdent quand elle est prise par le prince de Bandar Rig, dont la capitale se situe sur la côte du Bushehr à proximité de l'île, qui en est chassé peu après par une révolte locale. Elle fut ensuite cédée à la France par la Perse en 1769 et 1808 sans occupation effective, avant d'être occupée par les Anglais de 1839 à 1841, puis de nouveau en 1856-1857. 
L'économie de l'île reste durant cette période tournée vers la recherche de perles et l'agriculture. Cela change à partir des années 1950 et surtout ses années 1970, quand l'exploitation des champs pétrolifères voisins est mise en route et que trois importants terminaux pétroliers sont installés sur l'île.

## Terminal pétrolier
Les infrastructures pétrolières de l'ile de Kharg constitue le principal canal d'exportation du pétrole iranien, et accueille en 2014 environ 90 % du trafic pétrolier du pays. Sa capacité d'export est de 5 millions de barils/jour. Le terminal peut accueillir jusqu'à 8 pétroliers simultanément, et dispose d'une capacité de stockage de 28 millions de barils. En 2020, le terminal de l'île de Kharg prend en charge l'exportation de 90 % du pétrole brut iranien.
Jusqu'en 1986, le terminal de Kharg était un des plus grands terminaux offshore de pétrole brut et le principal terminal iranien. De lourds bombardements des installations de l'île entre 1982 et 1986 ont détruit la quasi-totalité des infrastructures. L'île de Kharg était alors située au milieu du gisement pétrolier Darius, lui aussi détruit par les bombardements intensifs. Les réparations des installations ont été très lentes, même après la fin de la guerre en 1988, à cause de l'hostilité du gouvernement irakien et de la guerre du golfe en 1990-1991.

## Culture populaire
L'île de Kharg apparaît comme carte dans le jeu vidéo Battlefield 3. 

## Webographie
- (en) « Kharg Island », sur Encyclopaedia Iranica Online, 2004-2015 (consulté le 22 novembre 2017)